# Алгеро
Алгеро (итал. Alghero, кат. l'Alguer) град је у западној Италији. Алгеро је друго по величини и значају насеље округа Сасари у оквиру италијанске покрајине Сардинија.
Град Алгеро је познат по свом каталонском становништву, које и данас чува свој језик и традицију.

## Географија
Град Алгеро налази се у северозападном делу Сардиније, на 220 км северно од Каљарија и 35 км југозападно од оближњег Сасарија. Алгеро се сместио у омањем заливу, делу Средоземног мора. У потадини града налази се плодна приобална равница Нура.
| Клима (Алгеро)             | Клима (Алгеро) | Клима (Алгеро) | Клима (Алгеро) | Клима (Алгеро) | Клима (Алгеро) | Клима (Алгеро) | Клима (Алгеро) | Клима (Алгеро) | Клима (Алгеро) | Клима (Алгеро) | Клима (Алгеро) | Клима (Алгеро) | Клима (Алгеро) |
| Показатељ \ Месец          | .Јан.          | .Феб.          | .Мар.          | .Апр.          | .Мај.          | .Јун.          | .Јул.          | .Авг.          | .Сеп.          | .Окт.          | .Нов.          | .Дец.          | .Год.          |
| -------------------------- | -------------- | -------------- | -------------- | -------------- | -------------- | -------------- | -------------- | -------------- | -------------- | -------------- | -------------- | -------------- | -------------- |
| Средњи максимум, °C (°F)   | 13,0 (55,4)    | 13,2 (55,8)    | 15,1 (59,2)    | 17,5 (63,5)    | 20,9 (69,6)    | 24,8 (76,6)    | 27,3 (81,1)    | 27,5 (81,5)    | 26,2 (79,2)    | 21,9 (71,4)    | 17,6 (63,7)    | 14,5 (58,1)    | 27,5 (81,5)    |
| Средњи минимум, °C (°F)    | 6,8 (44,2)     | 7,2 (45)       | 8,4 (47,1)     | 10,7 (51,3)    | 13,1 (55,6)    | 16,5 (61,7)    | 18,8 (65,8)    | 19,2 (66,6)    | 18,0 (64,4)    | 14,5 (58,1)    | 11,6 (52,9)    | 8,9 (48)       | 6,8 (44,2)     |
| Количина падавина, mm (in) | 64,5 (25,39)   | 67,5 (26,57)   | 51,2 (20,16)   | 44,7 (17,6)    | 24,7 (9,72)    | 12,9 (5,08)    | 5,1 (2,01)     | 11,9 (4,69)    | 38,9 (15,31)   | 75,9 (29,88)   | 103,7 (40,83)  | 89,1 (35,08)   | 590,1 (232,32) |
| [ тражи се извор ]         |                |                |                |                |                |                |                |                |                |                |                |                |                |

## Становништво
Према резултатима пописа становништва 2011. у општини је живело 40.599 становника.
| 1931.  | 1936.  | 1951.  | 1961.  | 1971.  | 1981.  | 1991.  | 2001.  | 2011.  |
| ------ | ------ | ------ | ------ | ------ | ------ | ------ | ------ | ------ |
| 13.737 | 15.998 | 21.374 | 26.688 | 32.187 | 36.508 | 39.026 | 38.404 | 40.599 |

Алгеро данас има око 44.000 становника, махом Каталонаца и мањим делом Италијана. То је 4 пута више него на почетку 20. века. Последњих деценија број становника у граду расте.
Град је посебан у односу на целу Сардинију по присуству каталонске националне мањине, која настањује град и северни део околине. Мањи део становништва (22%) и данас користи каталонски као матерњи језик.

## Привреда
Последњих деценија Алгеро се развио у прворазредно туристичко одредиште, чему је допринело и мешање култура и народа на овом простору. Стога је град познат по различитим догађањима (махом културним) везаним за међуетничку сарадњу.

## Партнерски градови
- Balaguer
- Тарагона
- Енкамп
- Палма де Мајорка

## Галерија
- Градска катедрала
- Улица старог Алгера
- Торањ Спероне
- Градска марина